# Sofija (Ukraina)
Sofija (ukr. Софія) – wieś na Ukrainie, w obwodzie zakarpackim, w rejonie mukaczewskim, w hromadzie Werchnij Koropeć. W 2001 liczyła 386 mieszkańców.